# Campionati svedesi di sci alpino 2015
I Campionati svedesi di sci alpino 2015 si sono svolti a Åre e a Sundsvall dal 23 al 28 marzo. Il programma ha incluso gare di discesa libera, supergigante, slalom gigante e slalom speciale, tutte sia maschili sia femminili.
Trattandosi di competizioni valide anche ai fini del punteggio FIS, vi hanno partecipato anche sciatori di altre federazioni, senza che questo consentisse loro di concorrere al titolo nazionale svedese.

## Risultati

### Uomini

#### Discesa libera
| Pos. | Atleta               | Nazione | Tempo   |
| ---- | -------------------- | ------- | ------- |
| 1    | Alexander Köll       | Svezia  | 1:43,36 |
| 2    | Fredrik Bauer        | Svezia  | 1:43,51 |
| 3    | Felix Monsén         | Svezia  | 1:43,73 |
| 4    | Mattias Rönngren     | Svezia  | 1:44,57 |
| 5    | Anthon Cassman       | Svezia  | 1:44,84 |
| 6    | Max-Gordon Sundquist | Svezia  | 1:45,09 |
| 7    | Erik Edsås           | Svezia  | 1:45,69 |
| 8    | Olle Sundin          | Svezia  | 1:45,79 |
| 9    | Filip Steinwall      | Svezia  | 1:46,01 |
| 10   | Odin Hjartarson      | Svezia  | 1:46,15 |

Data: 25 marzo

Località: Åre

Ore: 

Pista: 

Partenza: 812 m s.l.m.

Arrivo: 396 m s.l.m.

Dislivello: 416 m

Tracciatore: 

#### Supergigante
| Pos. | Atleta               | Nazione   | Tempo   |
| ---- | -------------------- | --------- | ------- |
| 1    | Felix Monsén         | Svezia    | 59,65   |
| 2    | Anthon Cassman       | Svezia    | 59,77   |
| 3    | Mattias Rönngren     | Svezia    | 1:00,05 |
| 4    | Fredrik Bauer        | Svezia    | 1:00,59 |
| 5    | Max-Gordon Sundquist | Svezia    | 1:00,71 |
| 6    | Odin Hjartarson      | Svezia    | 1:01,05 |
| 7    | Hannes Grym          | Svezia    | 1:01,97 |
| 8    | Dan-Axel Grahn       | Svezia    | 1:02,39 |
| 9    | Filip Vennerström    | Svezia    | 1:02,83 |
| 10   | Saku Aho             | Finlandia | 1:02,94 |

Data: 26 marzo

Località: Åre

Ore: 

Pista: 

Partenza: 812 m s.l.m.

Arrivo: 396 m s.l.m.

Dislivello: 416 m

Tracciatore: Jonas Kensen

#### Slalom gigante
| Pos. | Atleta           | Nazione   | Tempo   |
| ---- | ---------------- | --------- | ------- |
| 1    | Matts Olsson     | Svezia    | 2:09,81 |
| 2    | André Myhrer     | Svezia    | 2:09,92 |
| 3    | Mattias Rönngren | Svezia    | 2:10,05 |
| 4    | Max Luukko       | Finlandia | 2:10,40 |
| 5    | Fredrik Bauer    | Svezia    | 2:10,67 |
| 6    | Calle Lindh      | Svezia    | 2:10,70 |
| 7    | Anthon Cassman   | Svezia    | 2:10,97 |
| 8    | Arttu Niemelä    | Finlandia | 2:11,42 |
| 9    | Felix Monsén     | Svezia    | 2:11,49 |
| 10   | Robin Back       | Finlandia | 2:11,57 |

Data: 27 marzo

Località: Sundsvall

1ª manche:

Ore: 9.00 (UTC+1)

Pista: 

Partenza: 323 m s.l.m.

Arrivo: 71 m s.l.m.

Dislivello: 252 m

Tracciatore: Charlie Reunanen

2ª manche:

Ore: 12.15 (UTC+1)

Pista: 

Partenza: 323 m s.l.m.

Arrivo: 71 m s.l.m.

Dislivello: 252 m

Tracciatore: Charlie Reunanen

#### Slalom speciale
| Pos. | Atleta           | Nazione   | Tempo   |
| ---- | ---------------- | --------- | ------- |
| 1    | André Myhrer     | Svezia    | 1:24,55 |
| 2    | Calle Lindh      | Svezia    | 1:24,98 |
| 3    | Emil Johansson   | Svezia    | 1:25,93 |
| 4    | Juho Dahl        | Finlandia | 1:26,11 |
| 5    | Max Luukko       | Finlandia | 1:26,20 |
| 6    | Gustav Lundbäck  | Svezia    | 1:26,33 |
| 7    | Mattias Rönngren | Svezia    | 1:26,39 |
| 8    | Rickard Kåhre    | Svezia    | 1:26,48 |
| 9    | Felix Monsén     | Svezia    | 1:26,56 |
| 10   | Dan-Axel Grahn   | Svezia    | 1:26,89 |

Data: 28 marzo

Località: Sundsvall

1ª manche:

Ore: 9.45 (UTC+1)

Pista: 

Partenza: 247 m s.l.m.

Arrivo: 105 m s.l.m.

Dislivello: 142 m

Tracciatore: Magnus Andersson

2ª manche:

Ore: 13.15 (UTC+1)

Pista: 

Partenza: 247 m s.l.m.

Arrivo: 105 m s.l.m.

Dislivello: 142 m

Tracciatore: Anders Andersson

### Donne

#### Discesa libera
| Pos. | Atleta                  | Nazione   | Tempo   |
| ---- | ----------------------- | --------- | ------- |
| 1    | Lisa Hörnblad           | Svezia    | 1:48,77 |
| 2    | Helena Rapaport         | Svezia    | 1:48,85 |
| 3    | Nathalie Eklund         | Svezia    | 1:49,86 |
| 4    | Nadja Gunnarstedt       | Svezia    | 1:50,42 |
| 5    | Rebecca Gunnarstedt     | Svezia    | 1:50,67 |
| 6    | Nea Luukko              | Finlandia | 1:50,99 |
| 7    | Elsa Håkansson-Fermbäck | Svezia    | 1:51,78 |
| 8    | Mette Asp               | Svezia    | 1:52,19 |
| 9    | Lisa Olsson             | Svezia    | 1:52,45 |
| 10   | Lisa Hiltula            | Svezia    | 1:52,63 |

Data: 25 marzo

Località: Åre

Ore: 

Pista: 

Partenza: 812 m s.l.m.

Arrivo: 396 m s.l.m.

Dislivello: 416 m

Tracciatore: 

#### Supergigante
| Pos. | Atleta                  | Nazione   | Tempo   |
| ---- | ----------------------- | --------- | ------- |
| 1    | Helena Rapaport         | Svezia    | 1:02,68 |
| 2    | Lin Ivarsson            | Svezia    | 1:03,70 |
| 3    | Nathalie Eklund         | Svezia    | 1:04,33 |
| 4    | Rebecca Gunnarstedt     | Svezia    | 1:05,93 |
| 5    | Sofie Gidlund           | Svezia    | 1:06,33 |
| 6    | Elsa Håkansson-Fermbäck | Svezia    | 1:07,36 |
| 7    | Olivia Schoultz         | Finlandia | 1:09,05 |
| 8    | Lisa Hiltula            | Svezia    | 1:09,12 |
| 9    | Rebecka Strömstedt      | Svezia    | 1:09,82 |
| 10   | Molly Andersson         | Svezia    | 1:10,24 |

Data: 26 marzo

Località: Åre

Ore: 

Pista: 

Partenza: 812 m s.l.m.

Arrivo: 396 m s.l.m.

Dislivello: 416 m

Tracciatore: Jonas Kensen

#### Slalom gigante
| Pos. | Atleta                  | Nazione | Tempo   |
| ---- | ----------------------- | ------- | ------- |
| 1    | Ylva Stålnacke          | Svezia  | 2:14,15 |
| 2    | Sara Hector             | Svezia  | 2:14,23 |
| 3    | Frida Hansdotter        | Svezia  | 2:14,47 |
| 4    | Nathalie Eklund         | Svezia  | 2:14,87 |
| 5    | Emelie Wikström         | Svezia  | 2:16,11 |
| 6    | Paulina Grassl          | Svezia  | 2:16,52 |
| 7    | Elsa Håkansson-Fermbäck | Svezia  | 2:16,56 |
| 8    | Louise Wedin            | Svezia  | 2:17,02 |
| 9    | Charlotta Säfvenberg    | Svezia  | 2:17,32 |
| 10   | Lovisa Grant            | Svezia  | 2:18,20 |

Data: 27 marzo

Località: Sundsvall

1ª manche:

Ore: 9.00 (UTC+1)

Pista: 

Partenza: 323 m s.l.m.

Arrivo: 71 m s.l.m.

Dislivello: 252 m

Tracciatore: Charlie Reunanen

2ª manche:

Ore: 12.15 (UTC+1)

Pista: 

Partenza: 323 m s.l.m.

Arrivo: 71 m s.l.m.

Dislivello: 252 m

Tracciatore: Charlie Reunanen

#### Slalom speciale
| Pos. | Atleta                  | Nazione  | Tempo   |
| ---- | ----------------------- | -------- | ------- |
| 1    | Anna Swenn Larsson      | Svezia   | 1:31,11 |
| 2    | Emelie Wikström         | Svezia   | 1:31,37 |
| 3    | Maria Pietilä Holmner   | Svezia   | 1:32,41 |
| 4    | Nathalie Eklund         | Svezia   | 1:32,52 |
| 5    | Sara Hector             | Svezia   | 1:32,64 |
| 6    | Paulina Grassl          | Svezia   | 1:34,19 |
| 7    | Elsa Håkansson-Fermbäck | Svezia   | 1:34,22 |
| 8    | Lelde Gasūna            | Lettonia | 1:34,99 |
| 9    | Alexandra Sjöström      | Svezia   | 1:35,17 |
| 10   | Helena Rapaport         | Svezia   | 1:35,29 |

Data: 28 marzo

Località: Sundsvall

1ª manche:

Ore: 9.45 (UTC+1)

Pista: 

Partenza: 247 m s.l.m.

Arrivo: 105 m s.l.m.

Dislivello: 142 m

Tracciatore: Kristina Hultin

2ª manche:

Ore: 13.15 (UTC+1)

Pista: 

Partenza: 247 m s.l.m.

Arrivo: 105 m s.l.m.

Dislivello: 142 m

Tracciatore: Matte Eriksson